# 学生生活が過ぎる前に、私は映画館に行く
学生生活が過ぎる前に、私は映画館に行くは、北海道アルバイト情報社が運営する学生向けポータルサイトアルキタ学生応援ナビで展開される映画紹介コラム。
　

## 概要
2017年1月から現役学生が担当する映画コラム。毎月4作品紹介され、映画グッズの読者向けプレゼントがある。
2017年10月からリツイートが増え、最大500RTされるようになる。ページのカウントは「scene」と表される。
　

## ムビしるべ
鑑賞の目安として、道しるべをもじった「ムビしるべ」を展開。1人映画するなら、友だちと見るなら、デートムービーなら、家族と一緒に観るならの4項目を5つ星で評する。
星5：めちゃくちゃいいのだ！、星4：なかなかいいよ！、星3：いいね！、星2：まっいいんじゃない！、星1：んーいいかもね！、星0：んー！
　

## 紹介作品

### scene01
- 『ドクター・ストレンジ』
- 『キセキーその日のソビトー』
- 『マリアンヌ』
- 『一週間フレンズ。』

　WEBプレゼント：GReeeeN CD「All SINGLeeeeS~＆New Beginninng」

### scene02
- 『彼らが本気で編むときは、』
- 『モアナと伝説の海』
- 『SING/シング』
- 『3月のライオン前編』

　WEBプレゼント：『モアナと伝説の海』の非売品オリジナルノートと非売品バスタオルのセット

### scene03
- 『PとJK』
- 『はらはらなのか。』
- 『暗黒女子』
- 『ゴースト・イン・ザ・シェル』

　WEBプレゼント：『PとJK』非売品マスキングテープと『はらはらなのか。』A4オリジナルクリアファイルと『ゴースト・イン・ザ・シェル』非売品扇子のセット

### scene04
- 『美女と野獣』
- 『ワイルド・スピード ICE BREAK』
- 『カフェ・ソサエティ』
- 『喜劇の王様　チャップリン12本立！』

　WEBプレゼント：『美女と野獣』セット（非売品iPhoneケース、非売品ブックマーク、非売品ノート）、『ワイルド・スピード ICE BREAK』セット（ミニカー、非売品ステッカー）

### scene05
- 『美しい星』
- 『パトリオット・デイ』
- 『怪物はささやく』
- 『おとなの恋の測り方』

　WEBプレゼント：『怪物はささやく』非売品スケッチブック

## 執筆者
- 矢武兄輔（2017年1月「scene01」〜）